# Östergötlands runinskrifter 172
Östergötlands runinskrifter 172 är en runsten från 1000-talet i Skärkind i Norrköpings kommun. Den är rest på Skärkinds kyrkogård, där den står granne med Östergötlands runinskrifter 171. Runorna är normalrunor och står ristade i en slinga som omsluter ett kors. Stenen är av granit.

## Translitterering
I translitteration bildar inskriften följande mening:
kutr : uk : fastulfR : uk : burn : uk : rustin : þiR : ristu : stin (:) þina (:) i-tR : stibi : faþur : sin * kuþan

## Översättning
Översatt till modern svenska betyder texten Göt och Fastulf och Björn och Rosten de reste denna sten efter Stybbe, sin fader god